# Ruben Nembhard
Ruben R. Nembhard (Bronx, Nueva York, 20 de febrero de 1972) es un exjugador de baloncesto estadounidense que disputó una temporada en la NBA, y 18 más en diversos equipos de todo el mundo, principalmente de América del Sur. Con 1,91 metros de estatura, jugaba en la posición de base.  Es el padre del actual jugador profesional RJ Nembhard.

## Trayectoria deportiva

### Universidad
Tras pasar dos años en el pequeño Paris Junior College, jugó durante dos temporadas con los Wildcats de la Universidad Estatal de Weber, en las que promedió 16,7 puntos, 4,9 rebotes y 4,0 asistencias por partido. En 1995 fue incluido en el mejor quinteto de la Big Sky Conference y elegido Jugador del Año.

### Profesional
Tras no ser elegido en el Draft de la NBA de 1995, jugó en la liga alemana y en ligas menores de su país, hasta que en 1996 fichó por una temporada por los Utah Jazz. Disputó 8 partidos, en los que promedió 4,0 puntos y 1,5 asistencias,
Tras ser despedido, firmó poco después como agente libre por los Portland Trail Blazers, con los que únicamente disputó dos partidos, en los que promedió 4,0 puntos y 2,5 asistencias.
Después de su breve paso por la NBA, su carrera continuó en equipos a un lado y otro del Atlántico, aunque desde 2004 no se ha movido del continente americano. En 2002 fue incluido en el mejor quinteto de la CBA vistiendo la camiseta de los Fargo-Moorhead Beez, tras acabar tercero en la lista de máximos anotadores de la liga, promediando 22,1 puntos por partido, siendo también tercero en asistencias (6,6 por partido) y en robos de balón (2,4).
De entre todos los equipos en los que participó, destacan los Gaiteros del Zulia, donde acumuló 12 temporadas.

## Estadísticas de su carrera en la NBA

### Temporada regular
| Temporada | Edad | Equipo                 | Liga | Pos. | P  | TIT | MIN  | TC  | TCA | %TC  | 3P  | 3PA | %3P  | 2P  | 2PA | %2P  | TL  | TLA | %TL  | R.OF. | R.DEF. | REB | ASIS | ROB | TAP | PER | FP  | PTS |
| 1996-97   | 24   | TOTAL                  | NBA  | -    | 10 | 0   | 11.3 | 1.6 | 3.7 | .432 | 0.0 | 0.6 | .000 | 1.6 | 3.1 | .516 | 0.8 | 1.0 | .800 | 0.3   | 0.5    | 0.8 | 1.7  | 0.9 | 0.0 | 0.8 | 1.2 | 4.0 |
| 1996-97   | 24   | Utah Jazz              | NBA  | SG   | 8  | 0   | 11.8 | 1.5 | 3.6 | .414 | 0.0 | 0.5 | .000 | 1.5 | 3.1 | .480 | 1.0 | 1.3 | .800 | 0.4   | 0.6    | 1.0 | 1.5  | 0.8 | 0.0 | 0.4 | 1.1 | 4.0 |
| 1996-97   | 24   | Portland Trail Blazers | NBA  | PG   | 2  | 0   | 9.5  | 2.0 | 4.0 | .500 | 0.0 | 1.0 | .000 | 2.0 | 3.0 | .667 | 0.0 | 0.0 |      | 0.0   | 0.0    | 0.0 | 2.5  | 1.5 | 0.0 | 2.5 | 1.5 | 4.0 |
| Total     |      |                        | NBA  |      | 10 | 0   | 11.3 | 1.6 | 3.7 | .432 | 0.0 | 0.6 | .000 | 1.6 | 3.1 | .516 | 0.8 | 1.0 | .800 | 0.3   | 0.5    | 0.8 | 1.7  | 0.9 | 0.0 | 0.8 | 1.2 | 4.0 |